# 像少年啦飞驰
《像少年啦飞驰》是中国作家韩寒所著的一部长篇小说。小说以第一人称的写作手法讲述了“我”的生活，为读者展示了一个颇具叛逆性的人物。2002年，《像少年啦飞驰》位居全国图书畅销榜排名第一。